# Mike Harris
Ne doit pas être confondu avec Mike Harris (basket-ball) ou Mike Harris (pilote).
Pour les articles homonymes, voir Harris.
Michael Deane Harris, né le 23 janvier 1945 à Toronto, a été le vingt-deuxième premier ministre de l'Ontario, poste qu'il occupa du 26 juin 1995 au 15 avril 2002. Il est surtout connu pour avoir lancé la Révolution du bon sens (Common Sense Revolution) qui était constituée de réductions budgétaires pour les programmes sociaux et de réductions d'impôts.

## Éducation
Harris naît à Toronto et vit son enfance à North Bay, où son père détient des actions sur une colline de ski. Harris fait d'abord ses études à l'Université luthérienne de Waterloo (aujourd'hui l'Université Wilfrid Laurier) mais les interrompt après un an. Il travaille alors à la colline de ski de son père avant d'entreprendre des études à l'Université Laurentienne et au collège des enseignants de North Bay, maintenant l'Université Nipissing. Il devient ensuite enseignant à l'école primaire, puis devient golfeur professionnel et gère un terrain local.

## Début de carrière politique
Il brigue son premier poste électif en tant que membre du conseil scolaire en 1975. Il se lance en politique provinciale lors de l'élection de 1981 et défait le député libéral sortant dans Nipissing. Harris déclare plus tard qu'il fut motivé par un désir de s'opposer aux politiques du premier ministre du Canada Pierre Trudeau.
Harris siège comme député d'arrière-banc dans le gouvernement progressiste-conservateur ontarien de Bill Davis de 1981 à 1985. Il appuie le candidat Frank Miller à la succession de Davis en 1985 et joue le rôle du candidat adverse Dennis Timbrell afin de préparer Miller pour les débats des candidats. Miller est assermenté premier ministre de l'Ontario le 8 février 1985 et nomme Harris ministre des Ressources naturelles.
Les Tories se trouvent réduits à un gouvernement minoritaire après l'élection de 1985, bien que Harris soit réélu sans difficulté. Il garde le portefeuille des Ressources naturelles après l'élection, et est également nommé ministre de l'Énergie le 17 mai 1985. Il est toutefois incapable d'accomplir grand-chose dans ces ministères : le gouvernement Miller est vite défait à la suite d'un vote de censure par les libéraux de David Peterson et les néo-démocrates de Bob Rae.
Un accord entre les libéraux et le NPD permet un gouvernement minoritaire libéral de gouverner pendant deux ans en échange de l'instauration de certains politiques néo-démocrates. Cette décision confine les Tories à l'opposition pour la première fois en 42 ans. Miller démissionne et est remplacé par Larry Grossman, qui mène le parti à un résultat désastreux aux élections de 1987 et annonce sa démission peu après. Harris est encore réélu dans Nipissing sans difficulté.

## Chef de parti
Le parti n'est pas prêt à tenir un congrès d'investiture en 1987. Grossman, qui a perdu son siège à la législature, demeure le chef officiel du parti jusqu'en 1990 tandis que le député de Sarnia Andy Brandt sert à titre de « leader intérimaire » à la législature. Harris est élu leader du parti en chambre, et devient la voix dominante du parti à la législature en 1989. Il se lance dans la course à la direction en 1990, et défait Dianne Cunningham lors d'un vote à la grandeur de la province pour remplacer Grossman.
La victoire de Harris était un bouleversement ; on l'attribue parfois à des comparaisons entre Cunningham et l'impopulaire gouvernement fédéral de Brian Mulroney. Alors que Cunningham était vue comme une Red Tory et le choix de l'establishment du parti et du Big Blue Machine, Harris représentait l'aile droite du parti et n'était pas associé au gouvernement Mulroney dans l'esprit de la plupart des électeurs.
Les différences philosophiques entre les partisans de Harris et les dirigeants traditionnels du parti était significatifs. Les anciens chefs progressistes-conservateurs en Ontario (tel que Bill Davis) croyaient au consensus, étaient politiquement centristes, et avaient largement contribué à l'élaboration de l'état-providence en Ontario. À l'encontre, Harris avait plutôt un style d'affrontement, promouvant des baisses d'impôt et un déplacement vers un modèle plus libéral de marché libre.

## Vers le pouvoir
L'élection générale ontarienne de 1990 est déclenchée peu après l'élection de Harris à la tête de son parti. Il est mal préparé à la campagne, mais réussit néanmoins à rallier la base électorale du parti avec des promesses de réductions d'impôts et de dépenses. Ironiquement, à la lumière d'évènements subséquents, Harris est personnellement appuyé par plusieurs membres locaux de la Fédération des enseignantes-enseignants des écoles secondaires de l'Ontario (FEESO). Le parti parvient à augmenter son total de sièges, de 17 à 20 sur 130. Malgré des craintes précoces, Harris est de nouveau réélu dans sa circonscription.
Le 3 mai 1994, Harris dévoile sa plateforme agressive, la "Révolution du bon sens". Il promettait des coupures radicales dans les dépenses de l'état et des grandes réductions d'impôts.

## La victoire ( Premier ministre de l'Ontario)
En 1995, le Nouveau Parti démocratique au pouvoir et le premier ministre sortant Bob Rae étaient devenus extrêmement impopulaires auprès de l'électorat, en grande partie à cause de l'état de l'économie de l'Ontario et de l'Amérique du Nord en général. Les libéraux mènent dans les sondages pré-électoraux, mais après une campagne ennuyante et sans inspiration, ils commencent à perdre du terrain. Harris est élu avec un gouvernement majoritaire solide en 1995. Environ la moitié des sièges de son parti proviennent des communautés affluentes environnantes de Toronto, surtout dans la ceinture de banlieues entourant le Toronto Métropolitain, souvent appelé le 905 en raison de son code téléphonique régional.
La victoire de Harris tient en partie de la façon dont il s'est présenté comme populiste, affirmant représenter les "Ontariens ordinaires" plutôt que les "groupes d'intérêts". C'est surtout de cette manière qu'il fut capable de chercher l'appui des électeurs des classes ouvrières. Le gouvernement Rae avait précédemment perdu la plus grande part de sa base parmi les syndicats ouvriers, en partie à cause de l'impopularité de son "Contrat social" de 1993 (contre lequel Harris avait voté, après quelques tergiversations). Bien qu'il y ait eu certaines variations régionales, beaucoup de votes ouvriers se déplacèrent du NPD directement vers les conservateurs en 1995.
En plus de leurs sièges du 905, les Tories parviennent à remporter un grand nombre de circonscriptions ouvrières, tels que Cambridge et Oshawa, qui avait précédemment élu des néo-démocrates. Certains ont spéculé que l'opposition des Tories aux initiatives d'équité de l'emploi du gouvernement Rae avait été un facteur important dans ce déplacement.

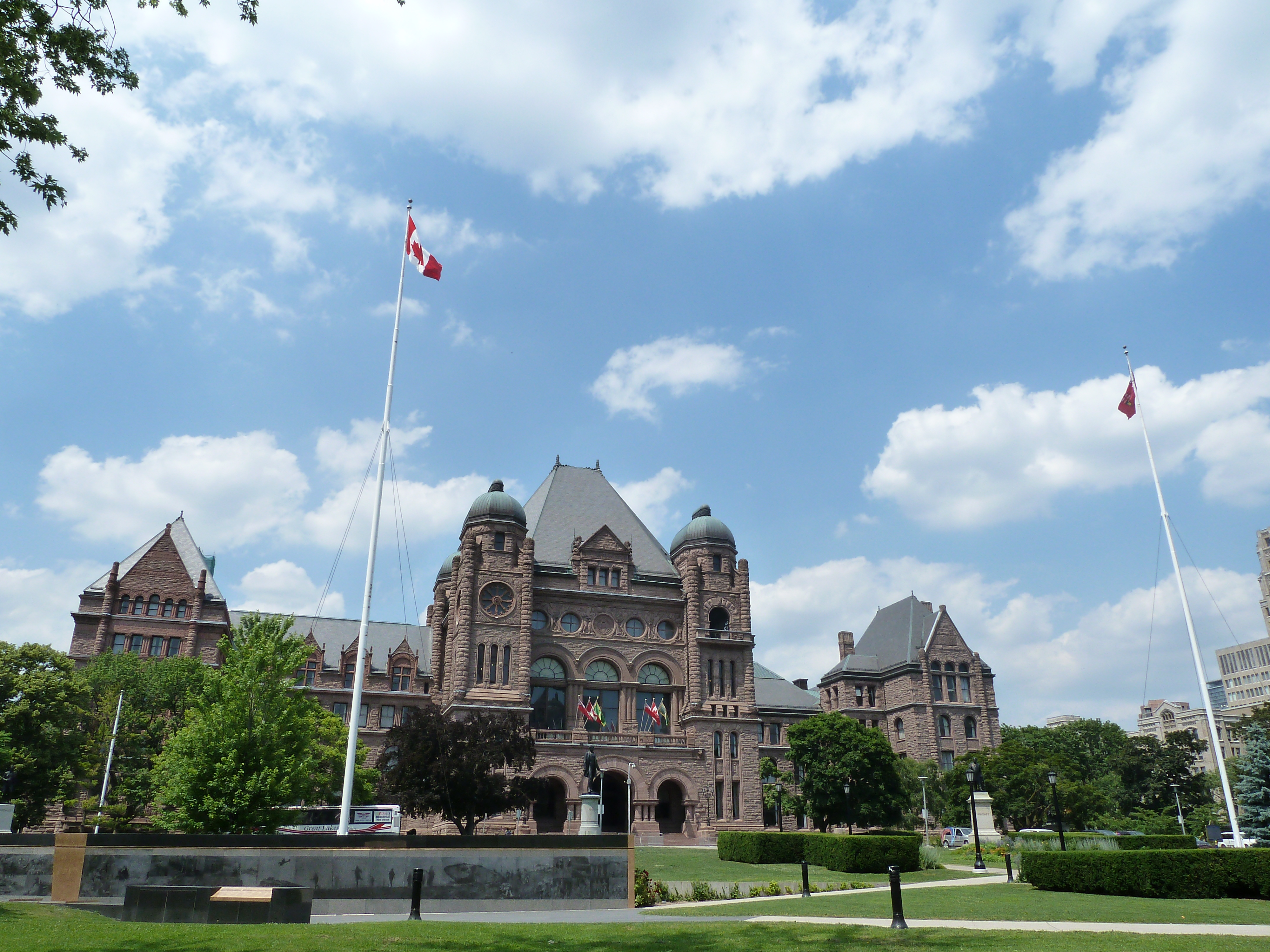
Harris entre à l'Assemblée législative de l'Ontario en 1995 en tant que premier ministre de l’Ontario.

## Le référendum de 1995 sur la séparation du Québec
Mike Harris, avec Stephen Harper,  sera nommé négociateur par Jean Chrétien pour faire face aux négociateurs québécois désignés par les séparatistes du Québec : Lucien Bouchard et Mario Dumont,.
Au moment de la campagne référendaire, Mike Harris prendra la parole pour affirmer : «Qu'un Québec séparé serait un pays étranger. Point à la ligne»,.

## La Révolution du bon sens
Dès son élection, le gouvernement Harris attire la controverse. Ses politiques comprennent des coupures importantes en éducation, en assistance sociale et en soins de santé, ainsi que la fusion forcée des municipalités. Les taux d'assistance sociale sont coupés de 22 %, et les impôts provinciaux sont également réduits de 30 %. Les responsables municipaux se plaignent que la plupart des coupures déversent le coût des services que la province payait auparavant vers les gouvernements municipaux. C'est également ce gouvernement qui a annoncé la réforme de l'école secondaire qui a éliminé la treizième année (ou plutôt l'année du Crédit pré-universitaire de l'Ontario, CPO), ce qui crée une double cohorte de finissants.
Une controverse séparée arriva peu après la prise de pouvoir du gouvernement Harris lors des évènements du Parc provincial d'Ipperwash, où un manifestant autochtone fut tué par la police (voir plus bas pour la section "Affaire Ipperwash").
En 1997, les enseignants ontariens organisent la plus grande grève de leur histoire, mais sont incapables d'obtenir des modifications importantes aux politiques gouvernementales. À Queen's Park, le site de la législature ontarienne, il y a plusieurs manifestations massives et des quasi-émeutes. En 1998, le sentiment négatif envers Harris est exprimé par les enseignants du primaire et leurs étudiants durant l'évènement "Mandela and the Children" au SkyDome, où il est copieusement hué. Dans le contexte de la croissance générale de l'économie nord-américaine, l'économie de l'Ontario s'améliora de façon importante, et bien que le budget provincial était encore déficitaire à la fin du premier mandat de Harris, il réussit à projeter l'image de responsabilité fiscale.

## Deuxième mandat turbulent
En 1999, le gouvernement Harris est réélu surtout sur sa base politique dans la région du 905. Des controverses additionnelles éclatent en 2000 lorsque l'eau de la ville de Walkerton est infectée par le E. coli. Sept personnes meurent et des centaines tombent malades. Il est établi plus tard que l'homme responsable de la qualité de l'eau, Stan Koebel, avait menti, falsifié les rapports, omis de tester la qualité de l'eau de façon régulière, et lorsque l'épidémie s'est déclarée avait omis d'avertir l'officier médical de la santé. En 2004, Koebel plaide coupable et est condamné à un an de prison.
La tragédie de Walkerton comporte de sérieuses conséquences pour le gouvernement de Harris. David Peterson avoue plus tard que ça aurait pu arriver durant le mandat de n'importe quel premier ministre, et il fut souvent noté que les mensonges et falsifications de Koebel n'avaient pas été détectés par des politiciens de toutes les couleurs. Les opposants de Harris, toutefois, affirmèrent que les coupures aux services d'inspection avaient créé une situation dans laquelle la sécurité future de l'eau ne pouvait être garantie. La réponse de Harris à la tragédie fut également critiquée : il avait originellement tenté de mettre le blâme sur les précédents gouvernements libéral et néo-démocrate.
Le rapport d'une enquête publique nota plus tard qu'en plus de la négligence de Stan Koebels, la déréglementation des tests de qualité d'eau et des coupures au ministère de l'Environnement avaient été des facteurs contribuantes.
Le gouvernement de Harris arrive temporairement équilibrer le budget de la province, quoique ses critiques soutiennent que les coupures d'impôts ont causé une baisse de revenus, qui à leur tour ont mené à la renaissance des déficits budgétaires après la démission de Harris. Le gouvernement de Harris a aminci les listes de bénéficiaires de l'aide sociale de 500 000 personnes ; les critiques accusent ces mesures d'avoir augmenté le taux d'itinérance et de pauvreté. Bien que les taux d'emploi aient augmenté à la fin des années 1990, plusieurs nouveaux emplois étaient à temps partiel plutôt qu'à temps plein, et offrent peu de bénéfices aux employés.
Le gouvernement réécrit également les lois du travail pour rendre plus difficile la syndicalisation et faciliter l'embauche des "travailleurs remplaçants" durant les grèves. Ils ont rendu plus facile pour les employeurs d'exiger que leurs employés travaillent des heures supplémentaires sans en recevoir la rémunération.
D'autres réformes apportées par le gouvernement Harris comprennent la standardisation des tests pour les étudiants. Plusieurs éducateurs ont critiqué cette mesure, affirmant qu'elle oblige les écoles à enseigner de manière à "passer les tests" au lieu d'encourager le véritable apprentissage. Une nouvelle formule de financement provincial pour les commissions scolaires enlève aux conseils locaux le pouvoir de taxation ; certains critiques affirment que ceci a mené à la fermeture d'écoles et la paralysie de services scolaires.
En 2001, le gouvernement Harris introduit un plan pour donner un crédit d'impôt pour les parents envoyant leurs enfants dans des écoles privées et confessionnelles, bien qu'il eût fait campagne contre cette idée en 1999. Plusieurs estiment que cette question a endommagé la réputation du parti quant à sa représentation des "Ontariens ordinaires".
Harris a également mis fin à la tradition parlementaire en nommant des députés d'arrière-banc au comités de cabinet. De plus, il a nommé plus de femmes aux postes de ministres-adjoints que n'importe quel autre premier ministre dans l'histoire de l'Ontario, incluant les deux seules femmes à diriger les services publics ontariens.

## Après la politique
Pour des raisons personnelles ainsi que le déclin des taux de satisfaction des électeurs face à son gouvernement, Harris démissionne en 2002 et  son ami de longue date et ministre des Finances, Ernie Eves lui succède comme chef tory et premier ministre.
Plus tard en 2002, Harris se joint à l'Institut Fraser, un think tank néolibéral. En janvier 2003, Harris est nommé au conseil d'administration de Magna International. Il est membre de Bilderberg. 
Durant son mandat de premier ministre, Harris était fréquemment cité comme quelqu'un capable « d'unir la droite » au Canada, et mener un parti né de la fusion des progressistes-conservateurs et des réformistes/alliancistes. Il a pris des pas importants vers la politique fédérale après avoir démissionné de son poste de premier ministre, intervenant dans des dossiers comme l'invasion de l'Irak en 2003 (qu'il appuyait) et la valeur du dollar canadien (qu'il voulait voir croître contre le dollar américain). Vers la fin de 2003, il livre un discours à Halifax que plusieurs croyaient être le lancement non officiel d'une campagne à la direction du nouveau Parti conservateur du Canada. Toutefois, quelques semaines plus tard, il annonce qu'il ne ferait pas campagne pour le poste.
Plusieurs croient qu'une attention médiatique accrue sur la vie privée de Harris était la raison de sa décision. Il s'était récemment séparé de sa femme pour la deuxième fois et était dans une relation avec Laura Maguire, l'ex-femme du joueur de hockey et arbitre Kevin Maguire. Il fut allégué, à travers des documents des tribunaux relatifs à une bataille pour la garde d'enfants, que Laura avait dépensé de manière extravagante et avait négligé ses trois enfants lorsqu'elle fréquentait Harris. Face à cette publicité négative, Harris décida de ne pas se présenter ; il appuya publiquement la PDG de Magna International Belinda Stronach lors du congrès d'investiture du Parti conservateur du Canada en 2004.
Il est impliqué dans une autre controverse mineure, après avoir engueulé et usé de langage vulgaire envers un officier du parti qui lui avait demandé son identité alors qu'il votait au congrès d'investiture du Parti progressiste-conservateur de l'Ontario en 2004.
Lors de ce congrès, le parti choisit John Tory pour le diriger. Bien que Tory soit vu comme un Red Tory et sa sélection comme une prise de distance face à l'héritage de Harris, 46 % des délégués ont appuyé le très conservateur Jim Flaherty sur le bulletin final, suggérant une division considérable au sein du parti.

### Affaire Ipperwash
Peu après avoir remporté la première élection en 1995, Mike Harris fait face à sa première crise en tant que premier ministre. Des manifestants revendiquant des terres ont occupé un parc provincial à 150 km au nord-ouest de Toronto. Certains croyaient que ça pouvait se transformer en occupation prolongée semblable à des manifestations précédentes au Québec.
Le 6 septembre 1995, le sergent de la Police provinciale de l'Ontario Kenneth Deane tire sur les manifestants autochtones qui occupent le parc, tuant un manifestant non armé nommé Dudley George. Le gouvernement et la PPO affirment qu'il n'y eut aucune implication politique dans l'évènement, mais plusieurs étaient soupçonneux. Dans un dossier qui se rend jusqu'en Cour suprême du Canada, Deane affirme qu'il ne détenait pas d'ordres pour tirer et fut condamné pour négligence criminelle ayant causé la mort. À la législature, plusieurs politiciens de l'opposition ont suggéré que l'attaque aurait pu être ordonnée par le cabinet du premier ministre, et réclamaient une enquête judiciaire indépendante. Cette enquête fut finalement déclenchée après l'élection du gouvernement libéral de Dalton McGuinty en 2003. Elle n'a pas encore livré de conclusion.
Le 28 novembre 2005, l'ancien procureur général Charles Harnick témoigne devant la commission d'enquête que Harris avait crié "Je veux ces foutus Indiens hors du parc" (I want the f--king Indians out of the park) lors d'une réunion avec l'officier de la PPO Ron Fox, des heures seulement avant la mort de Dudley George (Presse canadienne, 28 novembre 2005, 12:45). D'autres témoins contredisent cette affirmation, et Harris lui-même l'a nié sous serment.
Le 14 février 2006, Mike Harris témoigne devant la commission d'enquête d'Ipperwash. À l'enquête, on présente à Harris sa propre littérature politique et l'information de campagne entourant la Révolution du bon sens. Des avocats tentaient d'établir une connexion entre l'attitude prétendument "agressive" de son parti envers les autochtones et l'influence subséquente qu'elle a pu avoir sur les officiers du gouvernement dans leurs tentatives de résolution de conflits.

## Famille
Il a deux enfants, dont Mike Harris Jr., élu député progressiste-conservateur de Kitchener—Conestoga lors des élections provinciales de 2018.

## Distinctions
- Doctorat honorifique, Université Nipissing (2010) [6]
- Ordre de l'Ontario en décembre 2020[7]